# Armored Box Launcher

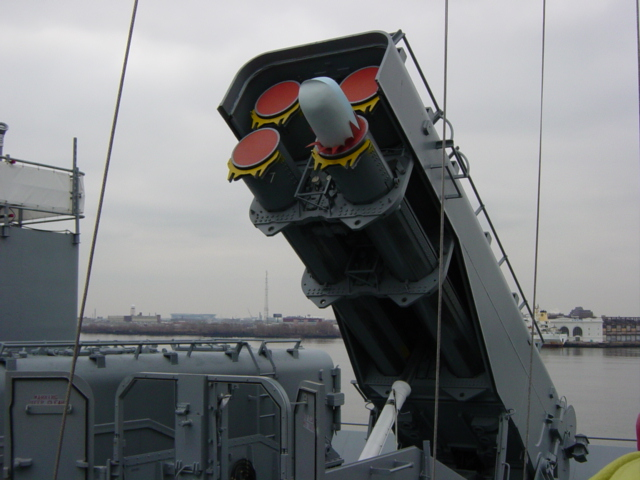
Пускова установка ABL у положенні пуску на лінкорі BB-62 «Нью-Джерсі»

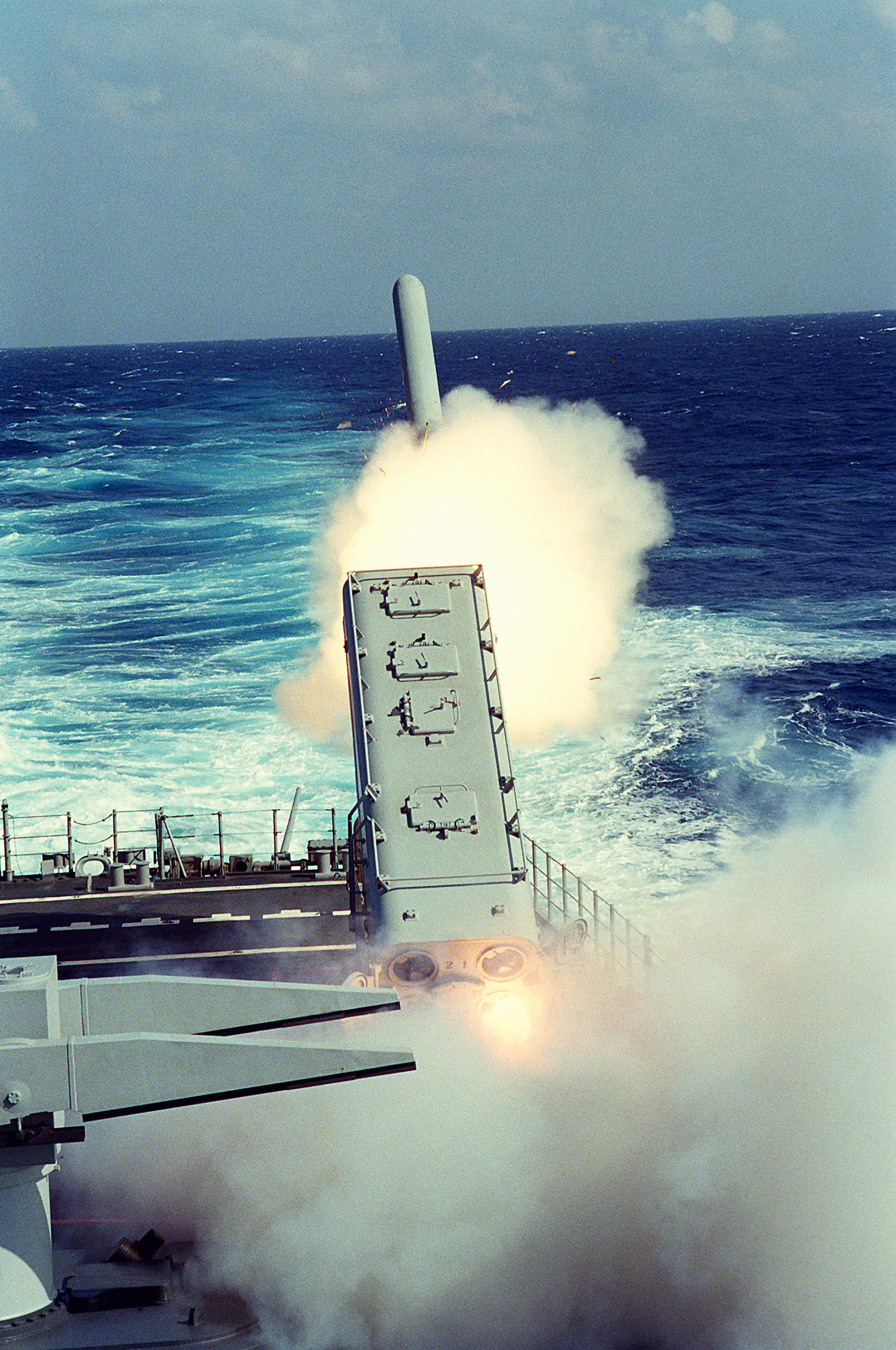
Пуск ракети «Томагавк» з крейсеру CGN-40 «Міссісіпі»

Armored Box Launcher (ABL, укр. броньована пускова установка контейнерного типу, Mk 143) — захищена 4-контейнерна пускова установка для ракет «Томагавк», призначена для розміщення ракет «Томагавк» на надводних кораблях, які не оснащених установкою вертикального пуску Мк 41.
Розроблялася для озброєння ракетами «Томагавк» лінійних кораблів типу «Айова» під час їх останньої реконструкції в 1980-х роках. На кожному лінкорі було встановлено по 8 з ABL установок 32 ракетами ціною демонтажу кількох башт 127 мм гармат.
Установки типу ABL монтувалися також на ракетних крейсерах типу «Лонг-Біч» і «Вірджинія» на 7 і есмінці типу «Спрюенс». На кожному з цих кораблів розміщувалося по дві установки з 8 ракетами.
Надалі було визнано за доцільне розміщувати ракети «Томагавк» на установках вертикального пуску Мк 41, забезпечували більшу гнучкість застосування і компактність розміщення ракет. Таким чином були розміщені ракети «Томагавк» на більшій частині есмінців типу «Спрюенс», а також на крейсерах типу «Тикондерога» і есмінці типу «Арлі Берк».
Серйозним недоліком ABL вважається неможливість її перезарядки в морі.

## Установки на кораблях
- США Лінійні кораблі типу «Айова»
- США Ракетний крейсер «Лонг-Біч»
- США Ракетні крейсери типу «Вірджинія»
- США Ескадрені міноносці типу «Спрюенс»:
  - DD-974 Comte De Grasse
  - DD-976 Merrill
  - DD-979 Conolly
  - DD-983 John Rodgers
  - DD-984 Leftwich
  - DD-989 Deyo
  - DD-990 Ingersoll

## Фото

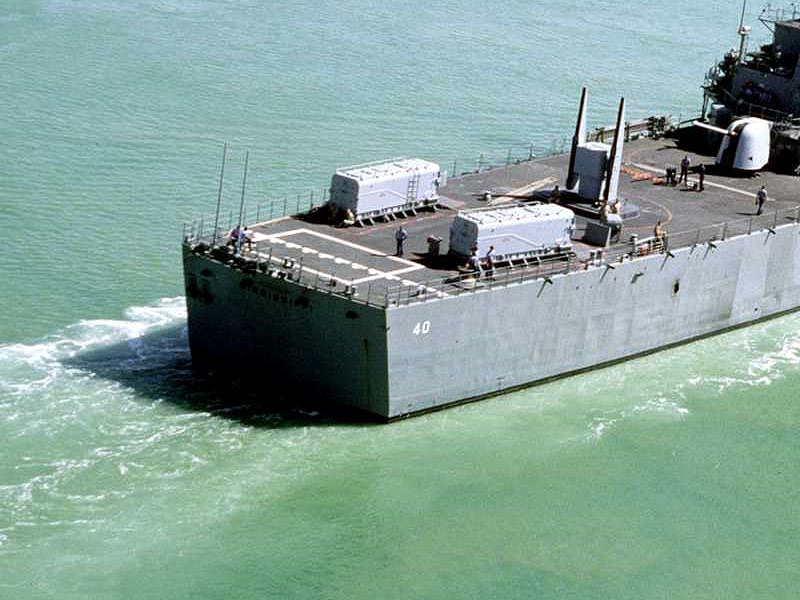
Установки ABL на кормі крейсера CGN-40 «Міссісіпі»